# Université des sciences appliquées de Trèves
L' université des sciences appliquées de Trèves (en allemand: Hochschule Trier) est l'une des plus grandes universités des sciences appliquées de Rhénanie-Palatinat.
Elle compte environ 6 000 étudiants, quelque 170 professeurs et environ 700 employés académiques et non académiques. Elle est répartie sur trois campus à Trèves (campus principal Schneidershof), Birkenfeld (campus environnemental Birkenfeld) et Idar-Oberstein (pierres précieuses et bijoux). Elle est membre de l'Association des universités européennes (EUA).

## Une université, trois campus

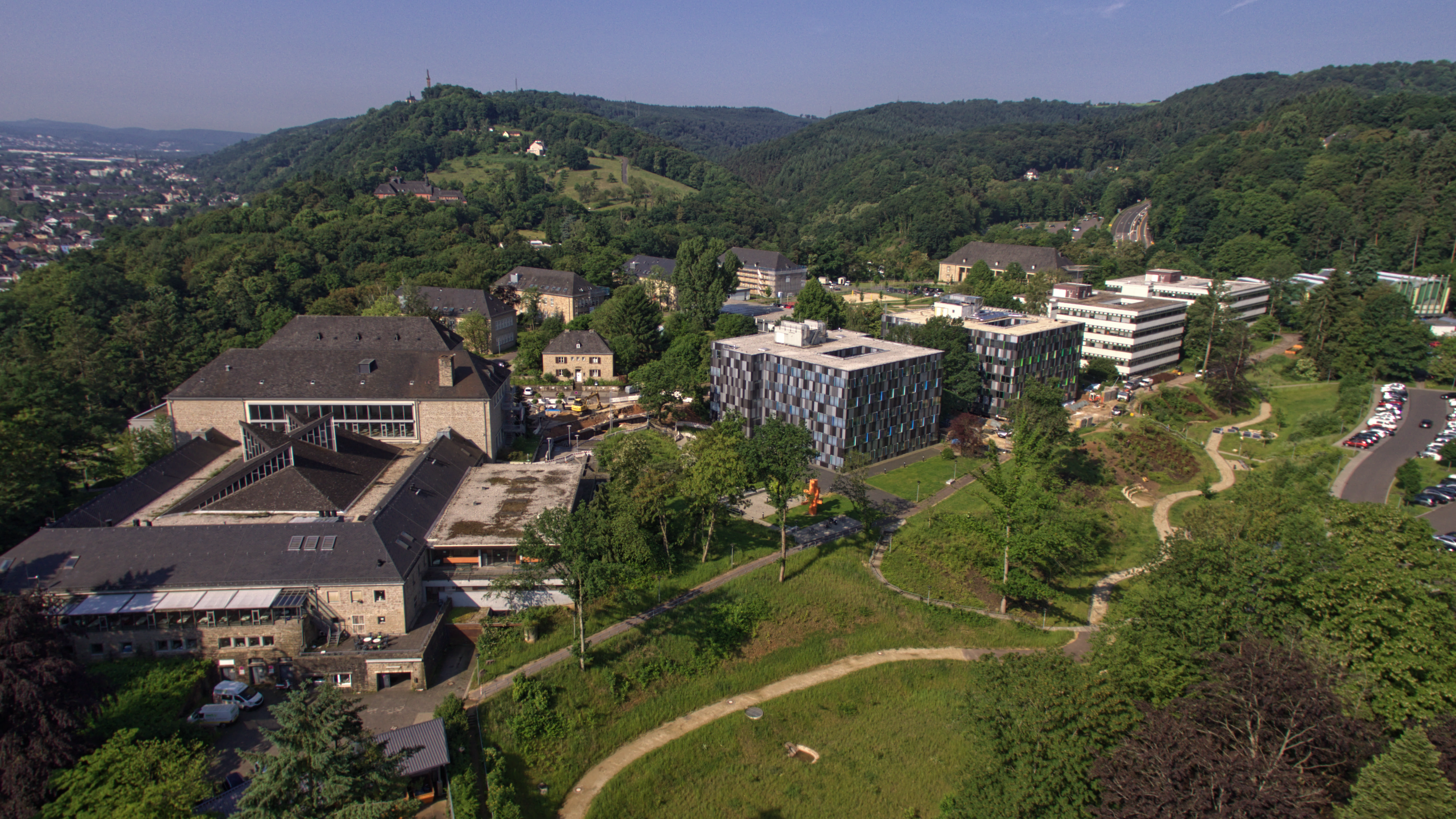
Campus principal Schneidershof depuis le nord-est

### Campus principal Schneidershof
Le plus grand campus de l'université des sciences appliquées de Trèves, le campus principal Schneidershof, est situé à quelques minutes de marche du centre-ville de Trèves et de ses monuments romains. Schneidershof se trouve sur une colline au milieu de la forêt, avec vue sur la Moselle, le pont Kaiser Wilhelm et le centre-ville de Trèves. Le campus principal est également situé directement sur le sentier de randonnée Moselsteig.
L'administration de l'université et les services les plus importants, tels que la bibliothèque universitaire, le Career Service, l'International Office et le Studentenwerk, se trouvent dans les bâtiments, dont certains sont classés monuments historiques. Les départements de génie civil et d'approvisionnement + technologie alimentaire, d'informatique, d'ingénierie, d'économie ainsi que de design avec le départment de l'architecture se trouvent sur le campus principal et proposent 24 cursus de licence, 14 cursus de master et 9 cursus en alternance.
L'université des sciences appliquées de Trèves coopère avec le Studentenwerk Trier pour ce qui est du logement. Le Studierendenwerk Trier gère cinq résidences étudiantes avec un total de 1 617 chambres. Le complexe résidentiel Martinskloster est situé à proximité de l'université des sciences appliquées de Trèves et est accessible à pied. Un terrain de sport au milieu du campus et une cantine sont à la disposition des étudiants et du personnel. Juste à côté du campus se trouve la zone de loisirs en plein air Weißhauswald, avec la Villa Weißhaus, un parcours d'accrobranches et un parc pour animaux sauvages.

### Campus environnemental de Birkenfeld
Le campus environnemental de Birkenfeld (UCB) est situé à environ cinq kilomètres au sud de la ville de Birkenfeld, dans la vallée supérieure de la Nahe, dans la localité de Neubrücke de la commune de Hoppstädten-Weiersbach. Le campus se trouve en outre à quelques kilomètres seulement du parc national Hunsrück-Hochwald. Grâce à son concept zéro émission, le campus a été désigné "site universitaire le plus durable d'Allemagne" et occupe la sixième place dans la comparaison mondiale des 1 050 établissements d'enseignement supérieur de 85 pays qui participent au célèbre classement UI GreenMetric.
Outre un concept de construction écologique, le campus dispose d'un approvisionnement en énergie et en chaleur neutre en CO2 ainsi que d'une technique de bâtiment et d'installation moderne. Fondé en 1996, il est un ancien hôpital de réserve des forces armées américaines.

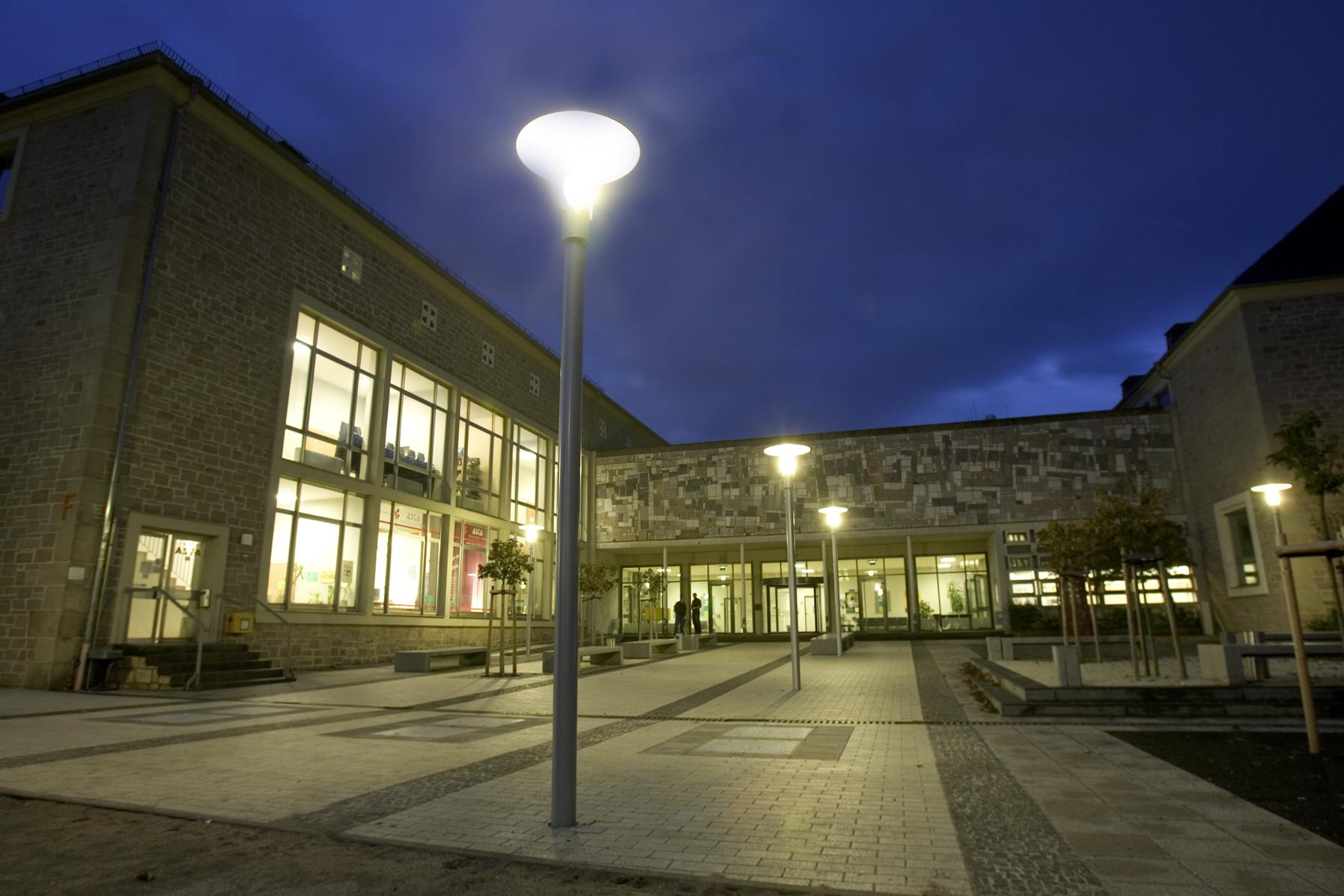
Entrée principale du campus principal

Au campus environnemental, toutes les filières d'études traitent du thème de l'environnement, et ce d'un point de vue technique, économique, juridique ou social. Deux départements, Planification environnementale/Technique de l'environnement et Economie de l'environnement/Droit de l'environnement, proposent 16 cursus de bachelor et 14 cursus de master ainsi que 8 cursus en alternance.
Plus de 600 places en résidence directement sur le site du Campus environnemental de Birkenfeld sont à la disposition des étudiants, ainsi que divers terrains de sport et une cantine.

### Campus des arts et du design
Le campus des arts et du design est implanté sur deux sites : les bâtiments Irminenfreihof et Paulusplatz au cœur de Trèves, où sont enseignées les disciplines architecture, design intermédia, architecture d'intérieur, design de mode et design de communication, et le site du département pierres précieuses et joaillerie dans la célèbre ville de pierres précieuses d'Idar-Oberstein.
Dans le centre-ville de Trèves, le campus des arts et de design est installé dans deux bâtiments anciens : le bâtiment de l'ancien monastère dominicain de Sainte Katharina à Irminenfreihof, construit au XVIIIe siècle par le maître d'œuvre Johannes Seiz, et le bâtiment de l'ancienne école des métiers et des arts appliqués à Paulusplatz, inauguré en 1912 par l'architecte de la ville, Balduin Schilling.
Le Campus d'art et de design propose au total 6 programmes de bachelor et 6 programmes de master - un programme de bachelor et un programme de master par domaine.

## Profil d'enseignement et de recherche
Selon les statistiques de financement par des tiers de l'université des sciences appliquées de Trèves, les professeurs et le personnel de l'université des sciences appliquées de Trèves ont obtenu environ 16,7 millions d'euros de financement par des tiers en 2022. L'université des sciences appliquées de Trèves est ainsi l'université des sciences appliquées de Rhénanie-Palatinat la plus financée par des tiers.
Environ 170 professeurs font de la recherche et enseignent à l'université des sciences appliquées de Trèves dans trois domaines de recherche principaux : le développement durable, la digitalisation et la santé.

### Les études doctorales
En 2022, l'université des sciences appliquées de Trèves comptait environ 80 doctorants.
Le doctorat est possible dans les sept facultés dans le cadre d'une coopération avec une université ou un autre établissement en Allemagne ou à l'étranger habilité à délivrer des doctorats. Les doctorants sont soit intégrés dans des programmes de recherche financés par le Land de Rhénanie-Palatinat, soit effectuent leur doctorat en coopération dans le cadre de projets financés par des tiers, en tant qu'assistants de recherche à l'université des sciences appliquées de Trèves, avec l'aide de bourses ou en tant que doctorants externes.
Le programme de l'État fédéral "FH-Personal" finance actuellement le développement d'un programme doctoral interuniversitaire intitulé "Technologies intelligentes pour le développement durable" dans le cadre du projet d'infrastructure " House of Professors " (durée 2021-2027), qui prévoit un total de onze nouveaux postes de doctorants et soutient les doctorants actuels dans le programme d'études supérieures. Cela comprend des ateliers réguliers sur les compétences, des possibilités constantes de mise en réseau, un programme de mentorat et des conseils pour les doctorants.
Lors de la conférence des recteurs d'université qui s'est tenue à Trèves le 8 mai 2023, la ministre-présidente Malu Dreyer a annoncé l'introduction du droit indépendant de délivrer des doctorats pour les universités de sciences appliquées ayant de fortes capacités de recherche en Rhénanie-Palatinat d'ici la fin de la législature en cours. La loi sur l'enseignement supérieur de Rhénanie-Palatinat devrait être modifiée en conséquence en 2025.

### Thématiques

#### Développement durable
Les chercheurs dans le domaine du développement durable ou de la gestion appliquée des flux de matières ont obtenu environ 5,5 millions d'euros de financement par des tiers en 2022.
L'institut pour la gestion appliquée des flux de matières (IfaS) constitue l'essentiel du pôle de recherche en gestion appliquée des flux de matières. En comparaison avec l'ensemble de l'Allemagne, l'IfaS est l'un des trois instituts les plus financés dans les universités de sciences appliquées. Il est implanté sur le campus environnemental de Birkenfeld, où plus de 50 collaborateurs de l'institut se consacrent à la gestion intelligente et efficace des ressources des flux de matières et d'énergie.

#### Digitalisation
En 2022, le domaine de recherche Digitalisation ou Technologies intelligentes pour le développement durable a recueilli environ 3,8 millions d'euros de financement par des tiers.
Les chercheurs du domaine de recherche Technologies intelligentes pour le développement durable développent des technologies et des processus économes en ressources pour la société et l'industrie du futur, souvent dans le cadre d'alliances interdisciplinaires. L'axe est divisé en quatre sous-domaines de recherche :
- Systèmes d'information pour le développement durable (ISNE)
- Systèmes économes en énergie (EES)
- Procédés de production respectueux de l'environnement (UVP) et
- Concepts pour la mobilité future (MOZ).

Actuellement, 15 professeurs du campus principal et du campus environnemental de Birkenfeld travaillent à la recherche et au développement de technologies intelligentes dans ces quatre domaines.

#### Santé
Les chercheurs dans le domaine de la santé ou des sciences de la vie (technologies médicales, biotechnologiques et pharmaceutiques) ont obtenu environ 1,8 million d'euros de financement par des tiers en 2022.
Le troisième domaine de recherche, les sciences de la vie, est représenté par des chercheurs qui travaillent sur des solutions innovantes dans les domaines suivants
- les technologies médicales
- les technologies pharmaceutiques et
- les biotechnologies.

Leur travail se caractérise généralement par un haut degré d'interdisciplinarité. L'intégration constante des technologies de pointe crée de nouveaux domaines interdisciplinaires de recherche et de développement dans ce domaine.

## Internationalisation
Dans le cadre de sa stratégie d'internationalisation quinquennale pour la période 2022-2026, l'université des sciences appliquées de Trèves a développé des objectifs stratégiques pour renforcer sa présence mondiale. Ces objectifs concernent des domaines tels que les études et l'enseignement, la recherche et le transfert, ainsi que l'ancrage institutionnel.
L'université des sciences appliquées de Trèves dispose de solides réseaux internationaux dans les domaines de la recherche et de l'enseignement. Grâce à sa situation centrale au cœur de l'Europe, à proximité immédiate du Luxembourg, de la France et de la Belgique, elle offre des conditions optimales pour la coopération transfrontalière. Avec un corps étudiant diversifié provenant de plus de 100 nations et une proportion de près de 25 % d'étudiants internationaux, l'université façonne activement l'environnement universitaire interculturel. Elle entretient également plus de 120 collaborations internationales en matière de recherche et d'enseignement dans le monde entier (en 2024).

## Facultés
L'université des sciences appliquées de Trèves est divisée en sept facultés. Les facultés de génie civil et d'approvisionnement + technologie alimentaire, d'informatique, d'ingénierie et d'économie sont situées sur le campus principal de Trèves. Deux autres facultés se trouvent sur le campus environnemental de Birkenfeld : économie de l'environnement/droit de l'environnement et planification environnementale/technologie environnementale. La faculté des arts et du design est représentée à Trèves ainsi qu'à Idar-Oberstein. En détail, il s'agit des facultés :

### Faculté de génie civil et d'approvisionnement + technologie alimentaire

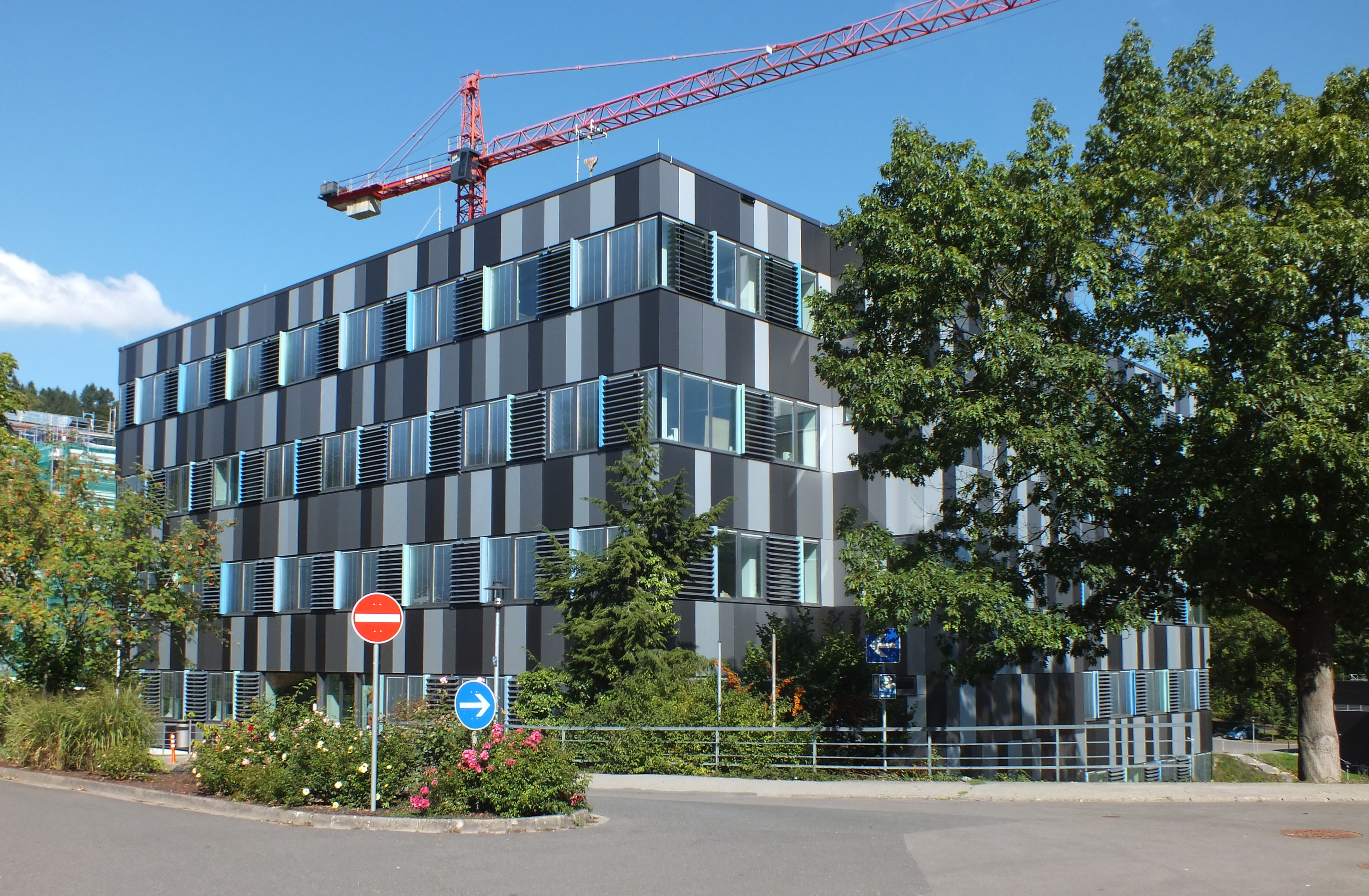
Bâtiment D - Faculté de génie civil et d'approvisionnement + technologie alimentaire

La faculté de génie civil et d'approvisionnement + technologie alimentaire se compose des spécialités suivantes : génie civil, technique du bâtiment, technique de l'approvisionnement et de l'énergie et technologie alimentaire.
Programmes de licence
- Génie civil (B.Eng.)
- Génie civil en alternance (B.Eng.)
- Technique énergétique - Systèmes énergétiques régénératifs et efficaces (B.Eng.)
- Technologie alimentaire (B.Eng.)
- Equipement technique des bâtiments et technique d'approvisionnement (B.Eng.)

Programmes de master
- Génie civil (M.Eng.)
- Gestion de l'énergie (M.Eng.)

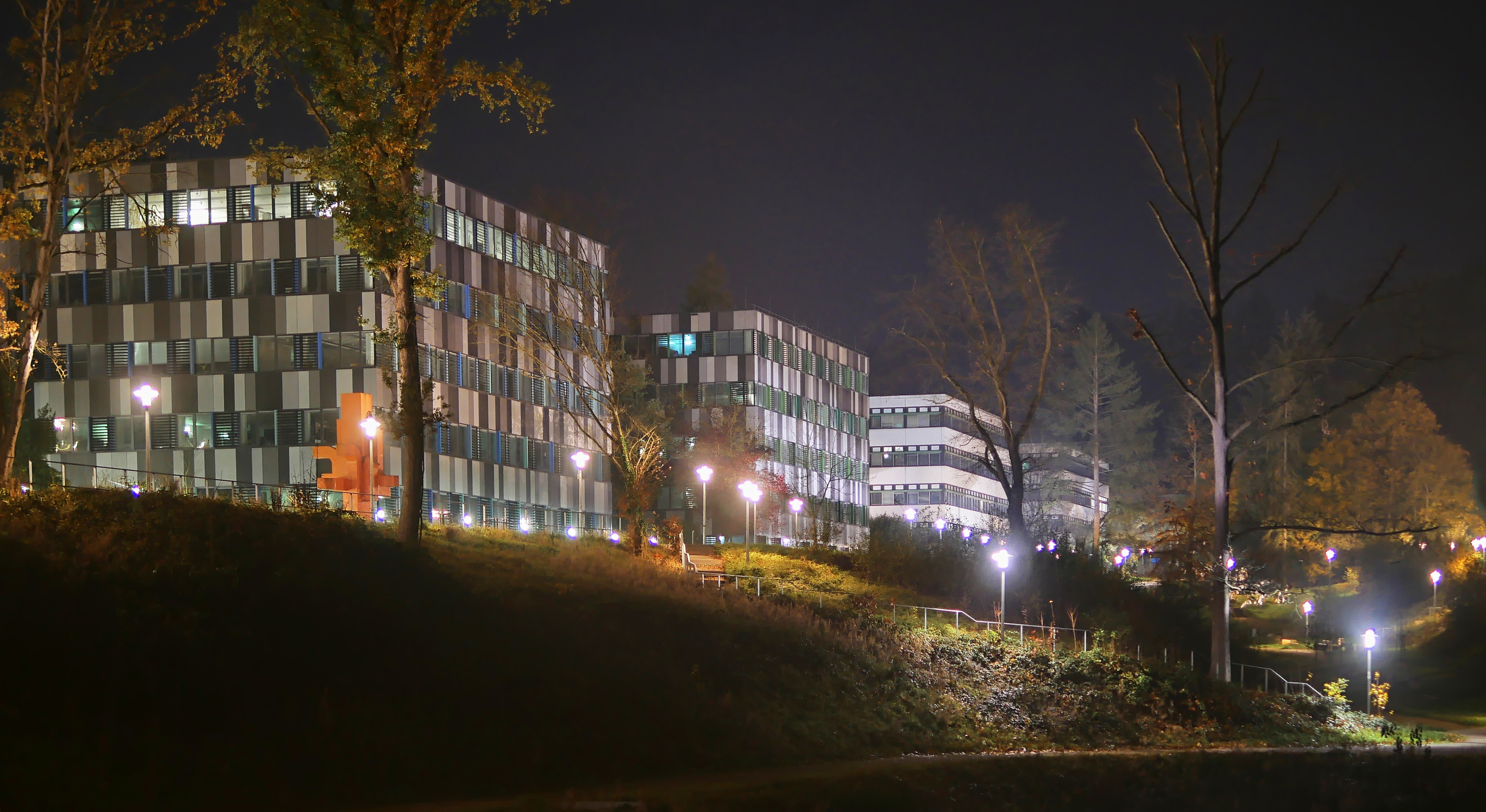
À gauche, les bâtiments D et C déjà rénovés en 2017, à droite les bâtiments B et A dans leur état d'origine

- Ingénierie interdisciplinaire (M.Sc.)
- Technologie alimentaire (M.Eng.)
- Technologie et exploitation des réseaux (M.Eng.)

### Faculté des arts et du design

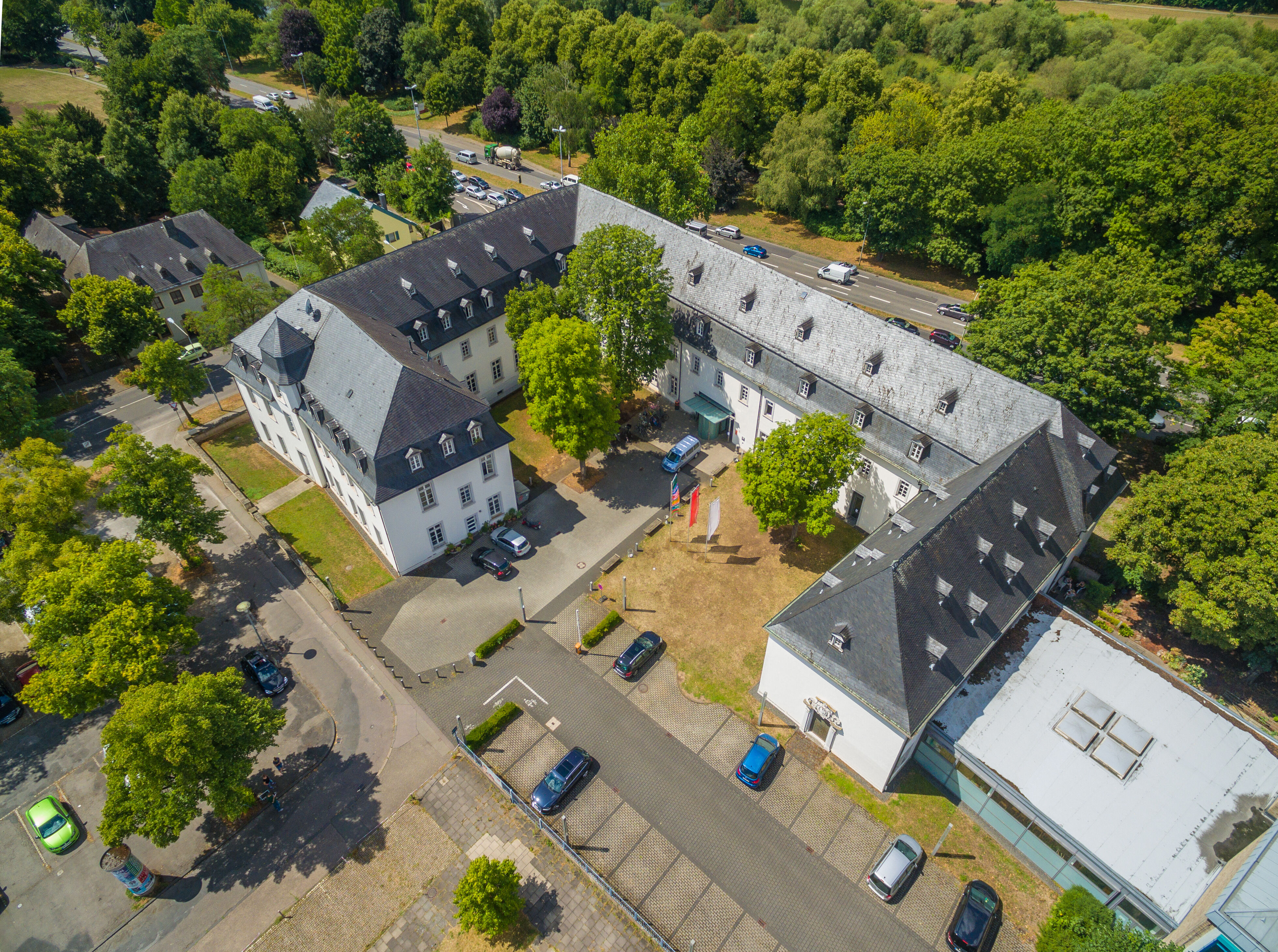
Faculté des arts et du design - Irminenfreihof

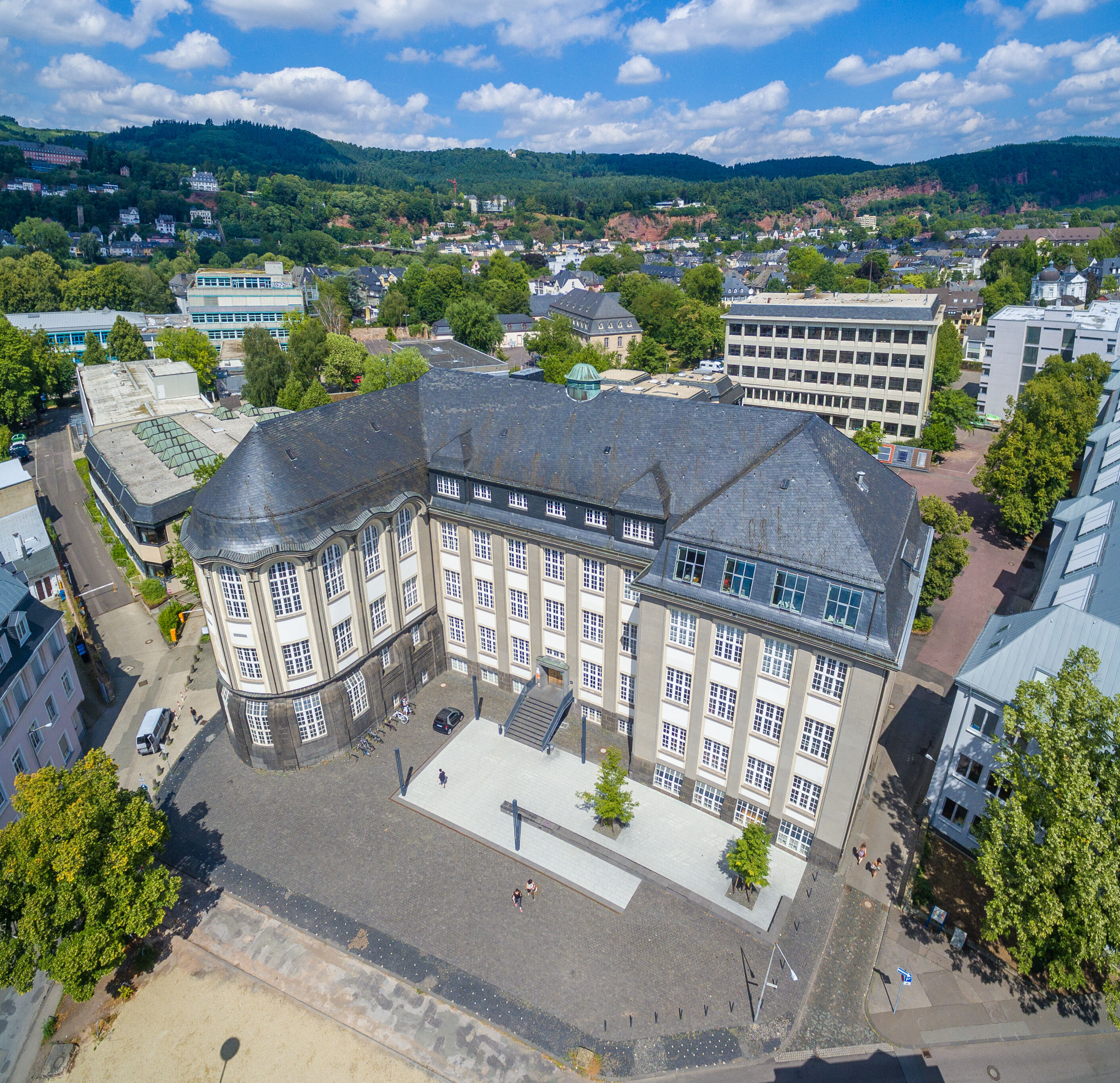
Faculté des arts et du design - Paulusplatz

La faculté des arts et du design se compose des filières Architecture, Architecture d'intérieur, Design intermédia, Design de mode, Design de communication (sur le site de Trèves) et Pierres précieuses et joaillerie (sur le site d'Idar-Oberstein).
Programmes de licence
- Architecture (B.A.)
- Pierres précieuses et joaillerie (B.F.A.)
- Architecture d'intérieur (B.A.)
- Design intermédia (B.A.)
- Design de communication (B.A.)
- Design de mode (B.A.)

Programmes de master
- Architecture (M.A.)
- Pierres précieuses et joaillerie (M.F.A.)
- Architecture d'intérieur (M.A.)
- Design intermédia (M.A.)
- Design de communication (M.A.)
- Design de mode (M.A.)

### Faculté d'informatique
La faculté d'informatique se compose des branches Informatique et Sciences thérapeutiques.
Programmes de licence
- Bâtiments N et O - Faculté d'informatiqueInformatique (B.Sc.)

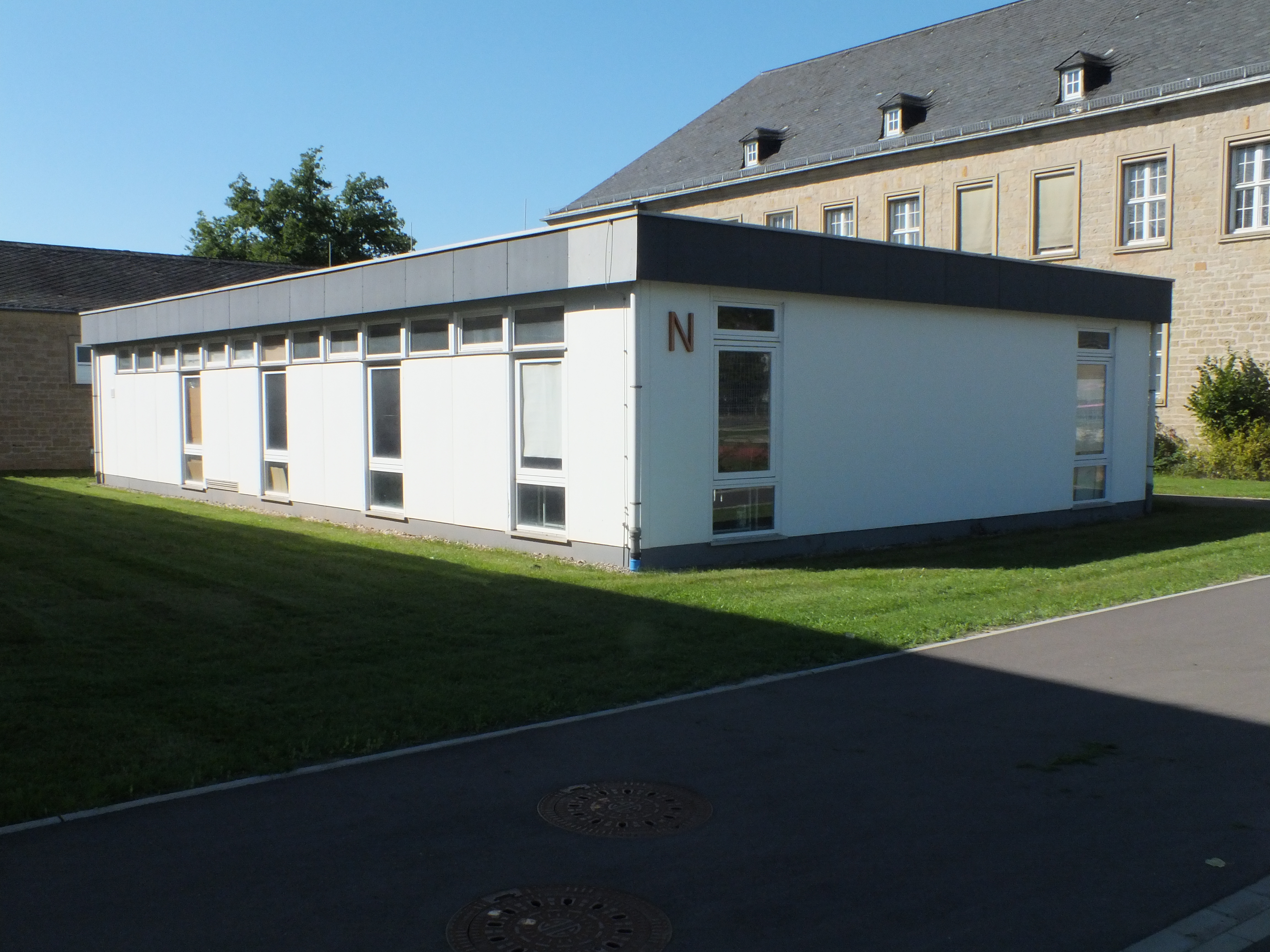
Bâtiments N et O - Faculté d'informatique

- Informatique - Médias numériques et jeux (B.Sc.)
- Informatique - Systèmes sécurisés et mobiles (B.Sc.)
- Informatique médicale (B.Sc.)
- Ergothérapie (B.Sc.)
- Ergothérapie en alternance (B.Sc.)
- Logopédie (B.Sc.)
- Logopédie en alternance (B.Sc.)
- Physiothérapie - technique et thérapie (B.Sc.)
- Physiothérapie - Technique et thérapie en alternance (B.Sc.)

Programmes de master
- Informatique (M.Sc.)
- Intelligence artificielle et science des données (M.Sc.)
- Informatique de gestion - gestion de l'information (M.Sc.) en collaboration avec la faculté d'économie
- Informatique (Master of Computer Science (M.C.Sc.), formation à distance)

### Faculté d'ingénierie

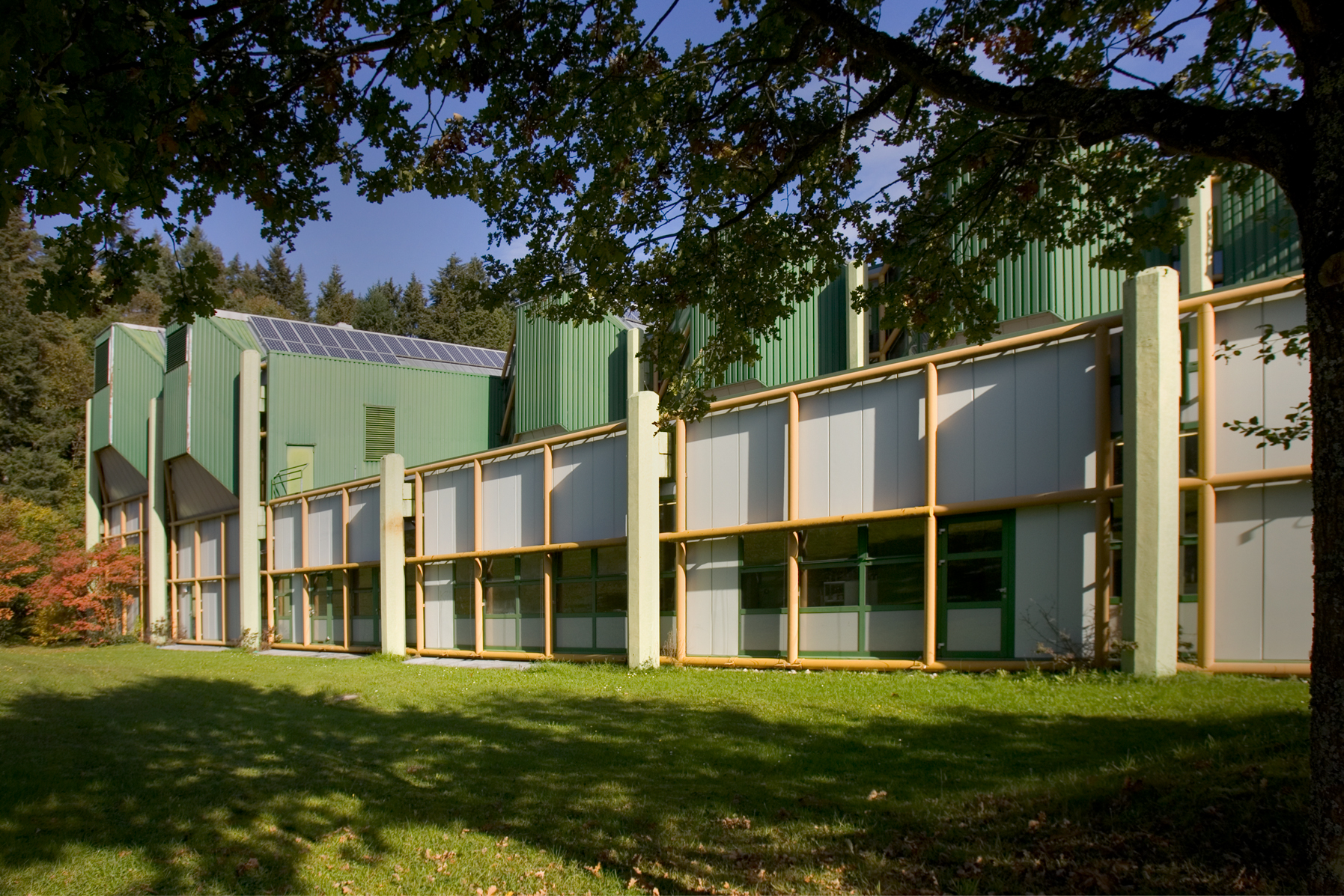
Salle des machines - Faculté d'ingénierie

La faculté d'ingénierie se compose des filières Génie mécanique et Génie électrique.
Programmes de licence
- Électrotechnique (B.Eng.)
- Electrotechnique en alternance (B.Eng.)
- Electromobilité (B.Eng.)
- Technique automobile (B.Eng.)
- Internet of Things - Automatisation numérique (B.Eng.)
- Génie mécanique (B.Eng.)

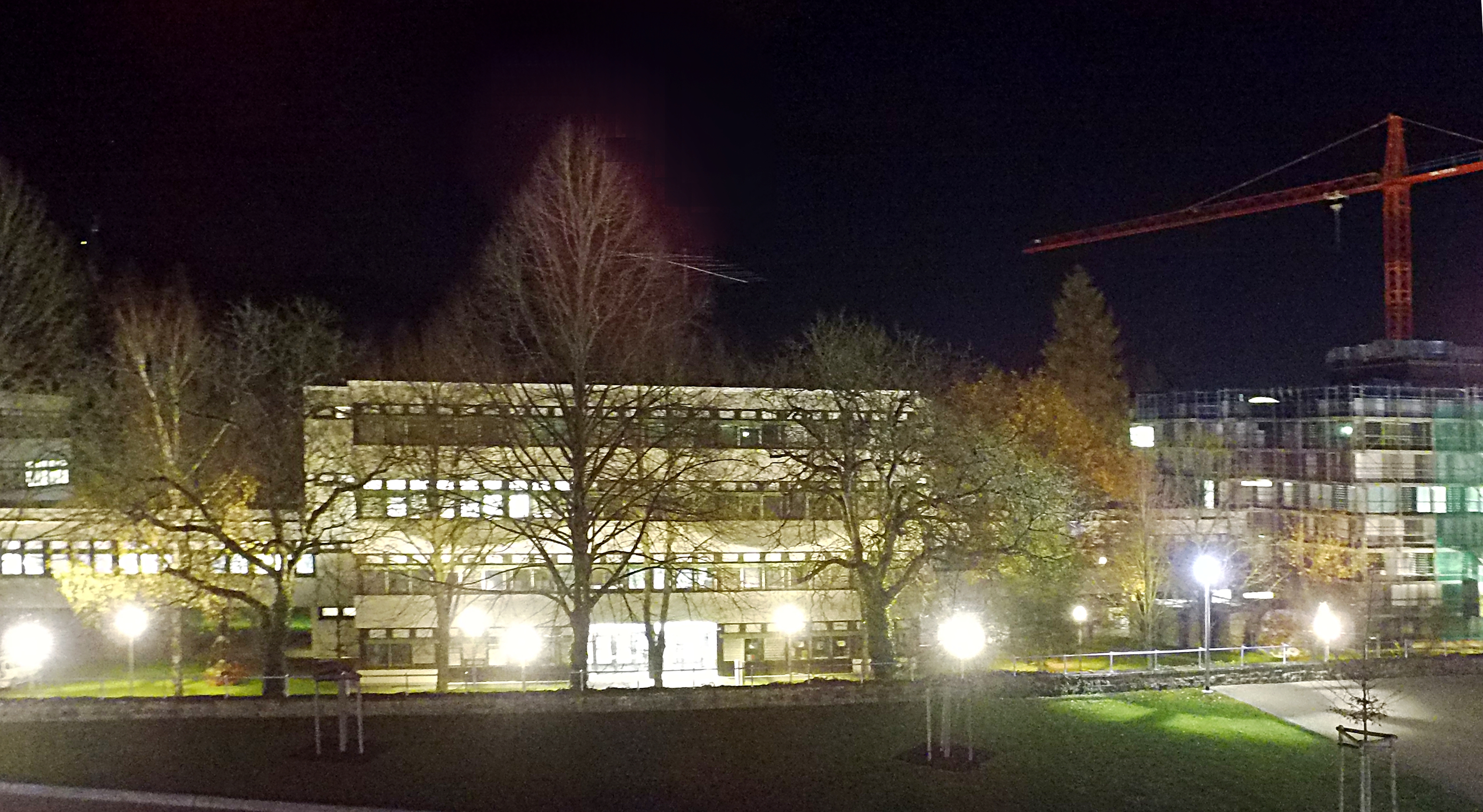
Bâtiments B (au centre) et C (à droite), décembre 2015

- Bâtiments B (au centre) et C (à droite), décembre 2015Génie mécanique en alternance (B.Eng.)
- Technique médicale (B.Sc.)
- Ingénierie de la sécurité (B.Eng.)
- Technique du sport et de la rééducation (B.Eng.)
- Ingénierie économique en électrotechnique (B.Sc.) en collaboration avec la faculté d'économie
- Ingénierie économique (B.Eng.)

Programmes de master
- Electrotechnique (M.Sc.) avec les spécialisations suivantes : Automation et énergie, Techniques de l'information et électronique, Techniques médicales.
- Ingénierie interdisciplinaire (M.Sc.)
- Génie mécanique (M.Eng.) avec les spécialisations : Génie mécanique général et Génie automobile
- Ingénierie économique (M.Eng.)

### Faculté d'économie
La faculté d'économie se compose des filières Gestion d'entreprise, International Business, Informatique de gestion et Psychologie de l'économie.
Programmes de licence
- Gestion d'entreprise (B.A.)

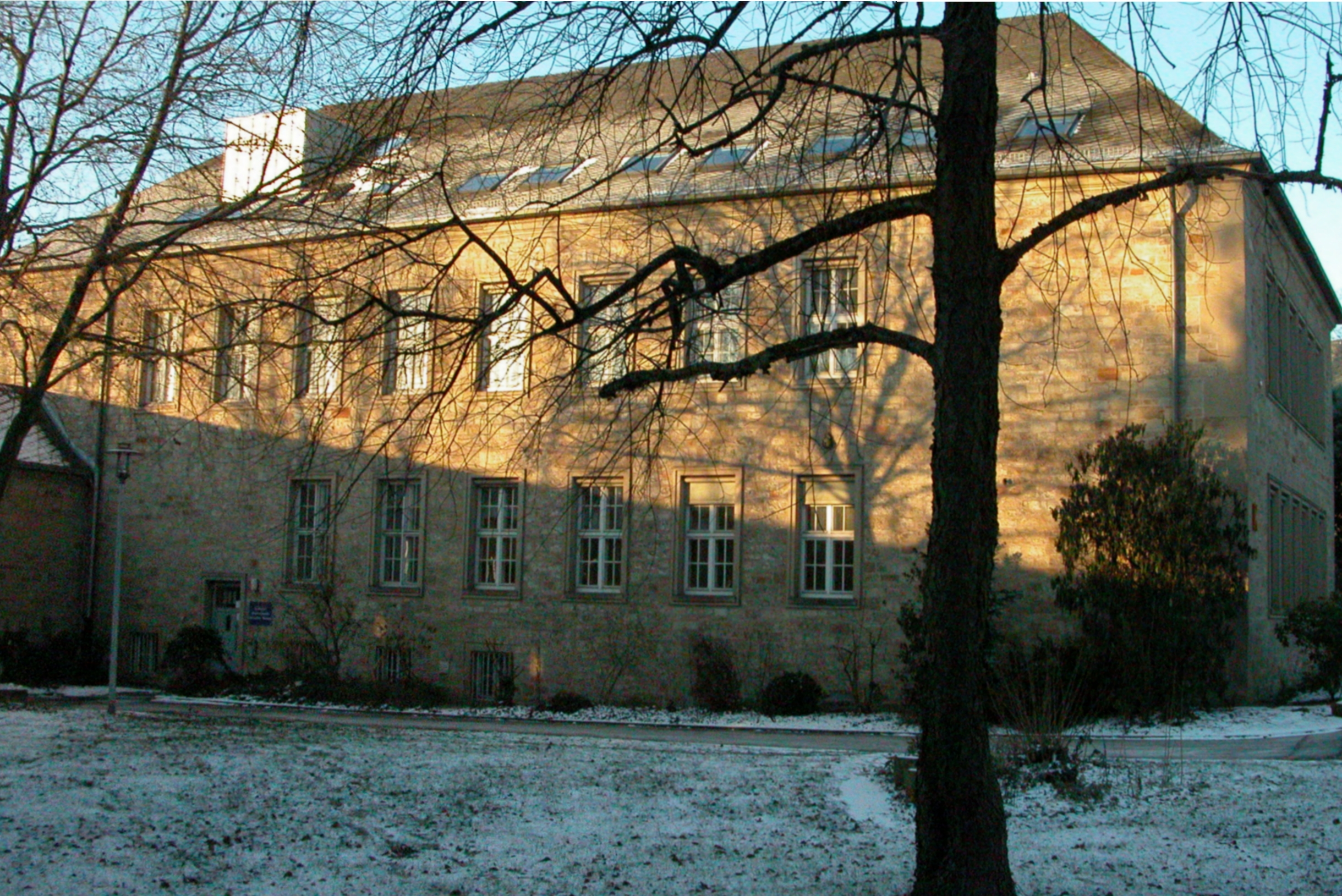
Bâtiment K - Faculté d'économie

- Gestion d'entreprise en alternance (B.A.)
- International Business (B.A.)
- Informatique de gestion (B.Sc.)
- Informatique de gestion dual (B.Sc.)
- Ingénierie économique en électrotechnique (B.Sc.) en collaboration avec la faculté d'ingénierie
- Ingénierie économique électrotechnique en alternance (B.Sc.)
- Psychologie de l'économie (B.Sc.)

Programmes de master
- Comptabilité et audit (M.A.)
- Entrepreneuriat (M.A.)
- Finance (M.A.)
- Management général (M.A.)
- Informatique de gestion (M.A.) en collaboration avec la faculté d'informatique

### Facultés sur le site de Birkenfeld
voir les filières d'études au Campus environnemental de Birkenfeld

## Organisation et structure de l'université des sciences appliquées de Trèves

### Présidents de l'université
- 1996-1998 : Klaus Zehner
- 1998-2004 : Adelheid Ehmke
- 2004-2007 : Bert Hofmann
- 2007-2013 : Jörg Wallmeier
- 2013-2019 : Norbert Kuhn
- depuis 2019 : Dorit Schumann

### Points de contact
Pour les étudiants, le service des études est le premier point de contact. Pour les employés, le premier point de contact est la présidente de l'université des sciences appliquées de Trèves, tandis que les professeurs doivent s'adresser à leur doyen ou à la présidente de l'université.

## Histoire
L'université des sciences appliquées de Trèves a été créée à partir de la Staatliche Ingenieurschule für das Bau- und Maschinenwesen Trier et de la Werkkunstschule Trier. En 1971, elle a été intégrée à la Fachhochschule Rheinland-Pfalz et est devenue indépendante en 1996.